# 周期ゼミ
周期ゼミ（しゅうきゼミ）とは、セミのうち Magicicada 属に属する複数の種の総称。
毎世代正確に17年または13年で成虫になり大量発生するセミである。その間の年にはその地方では全く発生しない。ほぼ毎年どこかでは発生しているものの、全米のどこでも周期ゼミが発生しない年もある。周期年数が素数であることから素数ゼミともいう。
17年周期の17年ゼミが3種、13年周期の13年ゼミが4種いる。なお、17年ゼミと13年ゼミが共に生息する地方はほとんどない。
その発生季節は地方によってであるが、4月下旬から6月である。

## 分布
北アメリカ東部。セミの仲間は世界中に分布しているが、この周期ゼミという現象が確認できるのは、世界の中でも北アメリカのみである。
17年ゼミは北部、13年ゼミは南部に生息する。
なお、北アメリカには周期ゼミしかいないわけではなく、周期ゼミ以外のセミも100種以上生息する。

## 種類

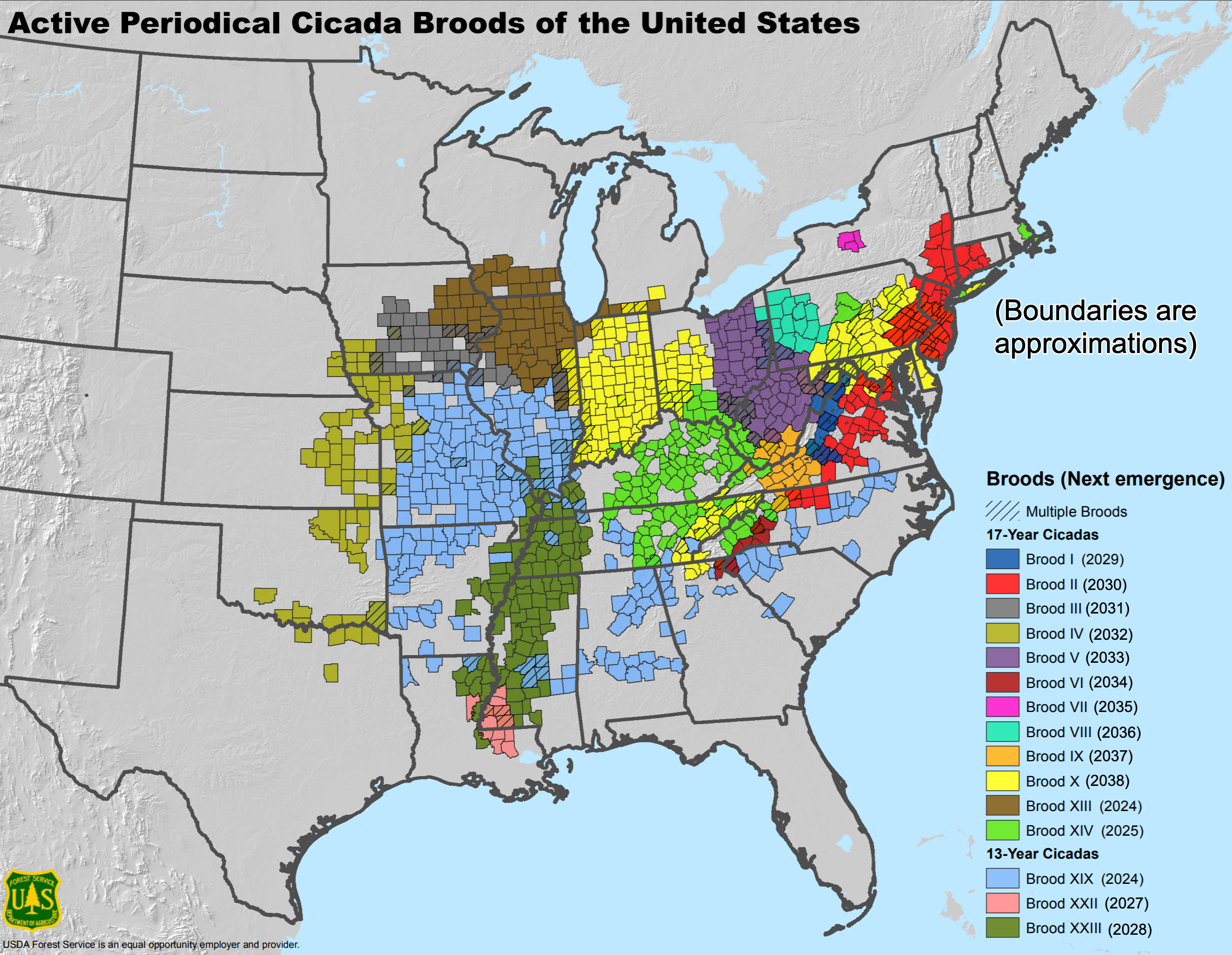
年次集団別発生予定地（発生予定年）

### 17年ゼミ
- Magicicada cassini
- Magicicada septendecim
- Magicicada septendecula

### 13年ゼミ
- Magicicada neotredecim
- Magicicada tredecim
- Magicicada tredecassini
- Magicicada tredecula

M. neotredecim は2000年に記載された新しい種である。

## 年次集団
周期ゼミは、発生する年により年次集団に分けられる。理論上、17年ゼミには17、13年ゼミには13、計30の年次集団が存在しうる。17年ゼミの年次集団にはI - XVII（1 - 17）、13年ゼミの年次集団にはXVIII - XXX（18 - 30）の通し番号が付いている。
ただし、実際にある年次集団は30の半数の15（内訳は17年ゼミ12、13年ゼミ3）である（他に有史以降に絶滅した年次集団が記録に残る限り2つ（17年ゼミ1、13年ゼミ1）存在した）。したがって、全米のどこでも周期ゼミが発生しない年もある。
年次集団は種によってはほとんど分かれていない。年次集団VIIが M. septendecim のみからなる以外は、年次集団は複数の種からなり、多くは同じ周期の全ての種からなる。
なおこれらは全米での話で、各々の地方には1つの年次集団しか生息していない。つまり、ある地方での周期ゼミの発生は17年に1度または13年に1度である。
全ての年次集団が同じような規模になっているわけではなく、その規模には大小があり、最も大規模な年次集団は17年ゼミではX、13年ゼミではXIX（これだけで13年ゼミの大半を占める）であり、この他比較的大規模な集団として17年ゼミではII・IV・XIII・XIVなどが、13年ゼミではXXIIIが挙げられる。逆に17年ゼミのVIIは現存する中で最も小規模な上にその個体数も減少しており、絶滅の危機に瀕している年次集団であるとされる。
| 種       | 年次集団 | 前回   | 次回     | 西暦を周期で割った余り |
| -------- | -------- | ------ | -------- | ---------------------- |
| 17年ゼミ | I        | 2012年 | 2029年   | 6                      |
| 17年ゼミ | II       | 2013年 | 2030年   | 7                      |
| 17年ゼミ | III      | 2014年 | 2031年   | 8                      |
| 17年ゼミ | IV       | 2015年 | 2032年   | 9                      |
| 17年ゼミ | V        | 2016年 | 2033年   | 10                     |
| 17年ゼミ | VI       | 2017年 | 2034年   | 11                     |
| 17年ゼミ | VII      | 2018年 | 2035年   | 12                     |
| 17年ゼミ | VIII     | 2019年 | 2036年   | 13                     |
| 17年ゼミ | IX       | 2020年 | 2037年   | 14                     |
| 17年ゼミ | X        | 2021年 | 2038年   | 15                     |
| 17年ゼミ | XI       | 1954年 | （絶滅） | 16                     |
| 17年ゼミ | XIII     | 2024年 | 2041年   | 1                      |
| 17年ゼミ | XIV      | 2025年 | 2042年   | 2                      |
| 13年ゼミ | XIX      | 2024年 | 2037年   | 9                      |
| 13年ゼミ | XXI      | 1870年 | （絶滅） | 11                     |
| 13年ゼミ | XXII     | 2014年 | 2027年   | 12                     |
| 13年ゼミ | XXIII    | 2015年 | 2028年   | 0                      |

2024年は、221年ぶりに13年ゼミと17年ゼミの年次集団の羽化が同時に行われた。アメリカのメディアでは羽化する前の時点から「シケイダゲドン」(cicada-geddon,セミの終末戦争)と呼ばれていた。また、イリノイ州の一部地域では双方の年次集団の生息域が重なっていた。このような地域にはジェットエンジン並みの騒音がもたらされた。

## 周期発生の理由
周期的発生および素数年発生の適応的意義を最初に指摘したのはロイドとダイバス（Lloyd & Dybas 1966, 1974）である。彼らは素数年での同時発生は、やはり数年周期の生活環を持つ捕食者や寄生虫が同期して発生する可能性を抑えられるためではないかと指摘した。例えばセミの発生周期が13年ではなく12年であったなら、発生周期が3年や4年の寄生虫とは常に同時発生してしまう。これが13年であれば、発生周期が3年の寄生虫は39年、4年の虫は52年おきにしかセミと同時発生することができない。
それとは別に、吉村仁は氷河期と成長速度を関連付けて説明した。他の周期をもつ種と交雑するとその周期が乱れるため、同じ周期を維持できなくなる。したがって交雑種は大量発生年からずれて発生するようになり、希釈効果を受けられなくなるか、配偶相手を見つけにくくなる（ウォレス効果あるいは正の頻度依存選択による分断性選択）。そのため、もっとも他の周期と重なりにくい素数周期のセミが生き残った、と主張している。
それぞれの大量発生についてはいわゆる希釈効果で説明できる。まとまって発生することで個体が捕食される可能性を低下させることができる。かつては種の保存のためと説明されたが、現在では個体の生存（または個別遺伝子の存続）に有利であるためと考えるのが一般的である。

## その他
- イロコイ連邦のインディアン部族のひとつ、「オノンダーガ族」は「17年ゼミ」を伝統食としている。朝早く、まだ地上に出てきたばかりで空腹状態のセミを紙袋に集め、フライパンでバターで炒めたものを食べる。なお、蓋をして炒ると、ポップコーンのように弾く[7]。
- プリンストン大学の近くに「17年ゼミ」の生息する森があり、1970年6月9日の大量発生の際、大学を訪れていたボブ・ディランはキャンパス中にあふれたセミの鳴き声を聞いて「Day of the Locusts（セミの鳴く日）」という曲を制作した[8]。